# 独立纪念碑 (金边)
独立纪念碑（高棉语:វិមានឯករាជ្យ）是金边的一座纪念碑，位处诺罗敦大道和西哈努克大道的交汇处。纪念碑在1958年三月建成，以纪念1953年柬埔寨脱离法国独立。